# Uno zoo in fuga
Uno zoo in fuga (The Wild) è un film d'animazione del 2006 diretto da Steve Williams, prodotto da Walt Disney Pictures con una collaborazione della C.O.R.E. Feature Animation. Il film è uscito nelle sale italiane il 13 aprile 2006. È stato trasmesso in chiaro in Italia su Rai 3 il 25 dicembre 2009.

## Trama
Samson e Ryan sono due leoni, padre e figlio che vivono assieme allo zoo di New York. Stanco di rimanere all'ombra del padre, Ryan sogna di vivere le avventure che il padre, protagonista a suo dire di numerose e leggendarie imprese, gli racconta ogni giorno. Per sua sfortuna rimane intrappolato all'interno di un container per il trasporto di animali e spedito verso un'isola lontana e selvaggia, dove è in corso un'operazione di salvataggio della fauna locale a causa dell'eruzione di un vulcano.
Sentendosi in colpa, Samson decide di andare alla ricerca del figlio e parte accompagnato dai suoi fedeli amici: Bridget la giraffa reticolata, Benny lo scoiattolo, Nigel il koala e Larry l'anaconda. Il viaggio per raggiungere il porto risulta molto più pericoloso e insidioso di qualsiasi giungla o savana, ma il gruppo di animali riesce a trovare una nave che li porta sull'isola, dove una volta giunti, a complicare la situazione, vi è anche una setta di gnu capeggiati dal terribile Kazar, con il proposito di diventare carnivori: il loro scopo era raggiungere la posizione dominante nella catena alimentare.
Grazie a un piano di Benny, Samson riesce a sconfiggere Kazar che viene lasciato a morire all'interno del vulcano mentre Samson, Ryan, Bridget, Nigel, Larry, Benny e tutti gli altri gnu che lavoravano per Kazar riescono a scappare su un motoscafo e si dirigono verso New York per tornare allo Zoo.

## Personaggi
- Samson: È il protagonista del film. È un leone maschio, padre di Ryan, un leoncino che ha difficoltà a trovare il suo istinto predatorio. Quando era piccolo, nel circo insieme a suo padre, aveva il compito di spazzare via uno gnu robotico col suo ruggito, ma non essendo nato nella savana e non avendo mai sperimentato il suo istinto predatorio, Samson "ruggì" come un gatto, facendo ridere sia lo gnu robotico che il pubblico. Suo padre lo ripudiò, e quando fu portato allo zoo non voleva fare sapere a nessuno del suo passato, così nel tempo si è inventato storie e imprese delle sue avventure nella savana, dove sconfiggeva mostri e animali pericolosi, che raccontava a suo figlio Ryan, anche lui con il suo stesso problema.
- Ryan: È il figlio undicenne di Samson, vuole imparare a ruggire come suo padre, per questo vuole andare in Africa.
- Benny: È uno scoiattolo che corteggia spesso Bridget, ha grandi conoscenze della città di New York e per questo sarà lui il primo aiutante di Samson.
- Nigel: È un koala, sempre preso in giro da fenicotteri e scimmie per via del suo aspetto tenero, ma poi viene considerato una divinità dagli gnu.
- Bridget: È una giraffa reticolata con un carattere da prima donna, costantemente corteggiata da Benny.
- Larry: È un anaconda ingenuo e poco sveglio.
- Fergus: è un fenicottero.
- Padre di Samson: È nato nella savana, grande combattente, visto la cicatrice da battaglia sul muso, e dotato di un carattere duro e forte. Dopo aver sentito Samson ruggire come un gatto a uno Gnu robotico, afferma che il figlio sarebbe stato in grado di ruggire se solo fosse nato nella savana e lo rinnega, permettendo che gli umani lo spediscano allo zoo.
- Cappa e Camo: Sono due camaleonti di Jackson che guidano Samson verso la tana degli gnu, che grazie alla loro abilità di mimetizzarsi riescono più o meno a portare Samson sulla giusta via.
- Scarabei tirolesi: Sono dei scarabei stercorari di sesso femminile che parlano con un forte accento tedesco e scambiano Benny per una palla di sterco.
- Eze e Duke: Sono un canguro e un ippopotamo scapestrati e piantagrane, con la passione di infastidire le gazzelle mentre tutti gli altri sono alla partita. Ryan li segue e terrorizza le gazzelle mandando in fumo il loro "divertimento".
- Stan: È un alligatore che parla con un forte accento calabrese: nel corso del film il gruppo di Samson si trova nelle fogne e non sa come uscirne, Stan indica al gruppo la via d'uscita.
- Mamma ippopotamo: Madre della cucciola ippopotamo che credendo che Ryan sia un mostro assetato di sangue cerca di proteggerla.
- Baby Hippo: Cucciola di ippopotamo che Ryan incontra nella giungla africana.
- Pinguino commentatore: È un pinguino saltarocce che commenta la partita di curling con tartarughe che si svolge allo zoo.
- Carmine: È l'amico di Stan, anche lui indica la strada al gruppo di Samson per uscire dalle fogne, ma non è sveglio come Stan. Parla con forte accento cosentino.
- Hamir: È un piccione che conosce gli spostamenti delle casse verdi, ma è totalmente esaurito per un gioco di dadi con le coccinelle in cui non ha fortuna. È di etnia indiana.
- Kazar: È l'antagonista principale del film. È il capo e coreografo degli gnu presenti nel vulcano. Lui ha come obiettivo la trasformazione dei suoi Gnu in predatori, volendosi vendicare in particolar modo dei leoni. Pensa che Nigel sia il "Grande Lui", inviato dagli Dei dal cielo per salvarlo, poiché una volta, mentre tre leonesse stavano per divorarlo, da un aereo cadde un pupazzo koala, uguale a Nigel, sulle tre leonesse, dicendo la frase "Fammi le coccole ti voglio bene!", spaventandole: subito lo gnu si inchinò a lui. Dopo un duello con Samson da cui ne esce sconfitto, viene abbandonato dalla sua mandria e ucciso dalle rocce che gli cadranno addosso durante l'eruzione.
- Blag: È il comandante in seconda della mandria di gnu comandata da Kazar. È spesso mira di rimproveri e lamentele, anche per piccole cose, ma è un bravo ballerino, e, come Kazar ha corna molto grandi per la sua specie. Sarà protagonista: della cattura, per ordine di Kazar, degli amici di Samson durante il loro ritorno alla barca, di Ryan e Samson. In seguito, insieme alla mandria di Gnu si rivolterà a Kazar, stufo di prendere ordini da lui, dopo essere stato testimone di momento di commozione fra Samson e suo figlio Ryan. Proprio in questa occasione, rivelerà di aver sempre odiato le sue coreografie, considerandole troppo vecchie. Alla fine scappa via dal luogo in eruzione, insieme agli gnu e alla gang di Samson, dove, verso la fine del film, lo sfiderà in una gara di ballo.
- Scab e Scraw: Sono una coppia di grifone di Rüppell al soldo di Kazar, che riferiscono al loro leader di aver visto Ryan. Per questo motivo Kazar ordina loro e ad altri del loro gruppo di attaccarlo e di portarlo da lui, ma vengono messi in fuga da Samson.
- Procavia delle rocce: È una procavia delle rocce, petulante e logorroica, intravista da Samson e gli altri nella savana. Dopo che Samson si rifiuta di mangiarla, se ne va.

## Edizioni home video
In Italia, il film è uscito in DVD il 30 agosto 2006.

## Accoglienza

### Critica
Il film venne accolto in maniera negativa dalla critica; su Rotten Tomatoes riporta un punteggio del 19% sulla base di 112 recensioni, e con una valutazione media del 4,5/10, mentre il consenso dei critici riporta: «Con una trama rimaneggiata e un'animazione insignificante, non c'è nulla di selvaggio ne Uno zoo in fuga»; su Metacritic invece il film ha un punteggio del 47 su 100 basato su 24 recensioni, indicando «recensioni contrastanti o medie».
Molti hanno accusato il film di essere un palese plagio di Madagascar, a causa della sua uscita successiva al film Dreamworks.

## Premi e riconoscimenti
- Nomination ai Casting Society of America 2006: miglior casting per un film d'animazione (Jen Rudin e Corbin Bronson)